# Miguel III
Miguel III (Constantinopla, 19 de enero de 840-23/24 de septiembre de 867), apodado el Beodo, emperador romano de Oriente, desde 842 hasta su muerte, tercero y último de la  dinastía frigia. Nieto de Miguel II, sucedió a su padre Teófilo como emperador bizantino cuando solo contaba tres años de edad.

## Minoría de edad

### Regencia y fin de la iconoclasia
Nació en el 840. A la muerte de su padre en el 842 apenas tenía tres años, pero no hubo disputas que amenazasen su ascenso al trono. Durante su minoría, el Imperio fue gobernado por su madre Teodora, que a pesar de las derrotas que sufrieron sus generales, consiguió mantener las fronteras frente a los musulmanes de Bagdad y Creta. Al consejo de regencia pertenecían también su tía Tecla —hermana de Teodora—, sus tíos Bardas y Petronas —también hermanos de Teodora—, Sergio Nicetiates y el logoteta del dromo, Teoctisto.
La regente hizo gala de su celo religioso, restaurando la veneración de las imágenes en marzo de 843, lo que puso fin al segundo período iconoclasta y persiguiendo a los herejes paulicianos. Juan el Gramático tuvo que ceder su puesto de patriarca a Metodio, que proclamó la restauración del culto a las imágenes. La derrota de la iconoclasia supuso el abandono del proyecto de sometimiento de la Iglesia al Estado y el establecimiento de una relación estrecha entre ambos, con la Iglesia habitualmente tutelada más o menos estrechamente por el Estado. La Iglesia se volvió a dividir, empero, entre moderados —encabezados por la emperatriz, el patriarca Metodio y Teoctisto— y radicales, los zelotes con notable fuerza entre los monjes. A la muerte de Metodio en junio del 847, obtuvo el puesto de patriarca Ignacio, antiguo monje riguroso, hijo de Miguel I Rangabé, partidario de los extremistas pero elegido para tratar de acabar con la discordia entre las dos corrientes.
El fin de la iconoclasia, paradójicamente, aumentó el conflicto con los paulicianos, que rechazaban tajantemente el culto a las imágenes y a las reliquias, a la Virgen y a la cruz. Influyentes en Asia Menor, tenían su centro en Melitene y cooperaban con los árabes contra el imperio. La dura persecución de los paulicianos, que se extendían también por el Asia Menor occidental e incluso por la Europa balcánica, no fue del todo eficaz y dio como resultado indeseado el surgimiento de los bogomilos.

### Política exterior
Acabadas así las largas disputas religiosas, la regencia —y en especial Teoctisto, principal consejero de la emperatriz que había arrinconado a Bardas— trató de afrontar otros graves problemas estatales. Se comenzó por la expansión árabe, que amenazaba territorios imperiales tanto en el sur de la península itálica como en Creta y Asia Menor. Teoctisto recuperó efímeramente Creta en el 843-844, pero la volvió a perder tras sufrir una derrota en el Bósforo. Amenazado interna y externamente, el Califato abasí se avino, sin embargo, a firmar una tregua que mantuvo la paz entre los dos Estados hasta el 853. En el 845-846, se realizó un intercambio de prisioneros entre el Imperio y el Califato.
Se reforzó la flota imperial, lo que permitió arrasar la fortaleza egipcia de Damieta en el 853 y emprender una serie de incursiones, símbolo de la paulatina recuperación militar del imperio. Desde la época de la expansión musulmana por Egipto, era la primera vez que la flota bizantina se aventuraba por esas aguas. La campaña egipcia, sin embargo, animó a los árabes a construir una flota para hacer frente al peligro, armada que alcanzó su apogeo durante el posterior Califato fatimí.
En Europa, tras largas campañas, la regencia logró imponer la autoridad imperial a la población eslava del Peloponeso y someterla a tributo.

### Política interior
Al tiempo que trataba de frenar la expansión árabe, Teoctisto reformó las finanzas estatales, que mejoraron rápidamente. Esto permitió al Estado retomar impulso en el fomento de la cultura y la educación. Teoctisto, hombre de gran cultura, fomentó el renacer cultural imperial.
Teodora descuidó completamente la educación de su hijo. Por ello, Miguel se convirtió en un niño consentido y caprichoso que cayó bajo la influencia de su tío Bardas, el cual le indujo a recluir a Teodora en un convento, de modo que Bardas pudo asumir el poder en 857.
Con Miguel, último soberano de la Dinastía amoriana, comenzó el resurgimiento del poder imperial. Esta recuperación, primero cultural, fue luego también política.

## Periodo como emperador
En el 856, un golpe de Estado contra la regencia dio el poder temporalmente a Miguel, que, no obstante, pronto se desentendió de las labores de gobierno y permitió que su tío Bardas se hiciese con él. Si Bardas había quedado hasta entonces arrumbado por el poderoso Teoctisto, Miguel había estado sometido al control de su madre, que le obligó a abandonar a su amante Eudocia Ingerina y a casarse con Eudocia Decapolita en el 855. El golpe permitió que el poder efectivo pasase de Teoctisto a Bardas, que alcanzó con el tiempo el título de  césar.
Bardas enclaustró a Teodora y sus demás hermanas, permitió el asesinato de Teoctisto —con el beneplácito de Miguel, que presenció la muerte del ministro en el palacio imperial— y destituyó al patriarca. El nombramiento de Focio, culto profesor de matemáticas y filosofía con larga carrera diplomática pero ideas religiosas poco del gusto de los zelotas —extremistas iconódulos—, suscitó un conflicto con el papado romano. La disputa, también política porque Miguel y Bardas apoyaron a Focio como represalia por la coronación de Carlomagno, aceleró la división de la cristiandad entre Oriente y Occidente.

### Extensión del cristianismo ortodoxo y auge cultural
Durante su reinado, el segundo monarca de la Gran Moravia, Ratislao, solicitó a Miguel una misión cristianizadora, que realizaron los hermanos Cirilo y Metodio. Tras rechazar el asedio rus del 860, se enviaron misioneros a Kiev que fueron bien recibidos. Cirilo retomó también los contactos con los jázaros. La evangelización de los eslavos también tenía metas políticas: aliviar la presión búlgara. La conversión lograda con habilidad por los dos hermanos fue parcial: mientras que los eslavos del sur y del este en efecto ingresaron en la variante bizantina del cristianismo, los del norte quedaron finalmente influenciados por el romano.
Mediante una mezcla de poderío militar y celo evangelizador, los bizantinos lograron también que el zar búlgaro Boris se bautizase en el 864, ceremonia de la que el emperador Miguel fue padrino. La penetración del cristianismo ortodoxo bizantino, no obstante, chocó con reticencias entre los búlgaros, que permitieron la influencia de Roma.
Bardas, aún más dotado como estadista que su antiguo rival Teoctisto, fomentó decididamente el renacer cultural del Imperio, fundando una universidad junto al palacio de Magnaura, que se convirtió en un centro de cultura bizantina y de la ciencia.

### Actividad militar
Bardas, tras la usurpación, introdujo varias reformas internas y en las guerras de la época Miguel desempeñaría un papel más activo. 

El Asia Menor bizantina hacia el 842, primer año del reinado de Miguel.

En occidente, la suerte no favoreció a los bizantinos: en Sicilia apenas lograron conservar Siracusa y Taormina y la inseguridad en la región hizo que parte de la población siciliana se mudase al Peloponeso. La alianza con Luis II contra los árabes no dio frutos.
En Asia Menor, donde los árabes habían alcanzado la mitad de la península, la suerte sí favoreció a las armas bizantinas. Durante el conflicto con los musulmanes en el Éufrates (856-863), el emperador hubo de hacer frente a una derrota personal en 860, que sería compensada por una gran victoria por parte de su tío Petronas en Asia Menor. Este, gobernador del thema Tracesiano, cruzó a la península y alcanzó Samosata y Amida. Miguel y Bardas tres años después volvieron a alcanzar el Éufrates, mientras que se fortificaban algunos puntos claves de la península como Ancira y Nicea y una flota imperial saqueaba de nuevo Damieta. En el 863 Petronas venció decisivamente al emir de Melitene, que perdió la vida, y reconquistó Amisos. Esta victoria marcó el comienzo de una nueva etapa en el conflicto árabo-bizantino en la que Constantinopla pudo recuperar paulatinamente el control de Asia Menor. En el 865 se intentó de nuevo recuperar Creta.
En 861, Miguel y Bardas invadieron Bulgaria y lograron la conversión de su rey al cristianismo. 
En el mar, el Imperio sufrió los ataques de los corsarios de Creta, y en 865 la primera expedición de pillaje de los rusos de Kiev llegó a poner en peligro el mismo Bósforo. En 867 Miguel fue asesinado por Basilio el Macedonio, un antiguo paje que había conseguido acabar con la influencia de Bardas y que en 866 había sido asociado al Imperio.

## Disensiones en la familia imperial y muerte
Hacia el 865, el emperador se había enemistado con su tío Bardas y favorecía a Basilio, que se había casado con una antigua amante del soberano. Miguel permitió que Basilio asesinase a Bardas y lo recompensó nombrándolo heredero al trono. Tras discutir con el emperador, Basilio lo hizo asesinar tras un banquete, la noche del 24 de septiembre del 867.

## Legado
En el ámbito religioso, cabe destacar que fue bajo el gobierno de Miguel III cuando se produjo la primera separación de la Iglesia: el cisma de Focio.
El joven emperador Miguel III distó mucho de ser un gran soberano, pero tampoco fue el vulgar borracho que habitualmente ha retratado la historiografía. Aunque su vida no fue precisamente un modelo de moral elevada, no le faltaban cualidades, y menos aún valor. Se esforzó seriamente en defender el Imperio y condujo personalmente su ejército repetidas veces en el campo de batalla. Pero no poseía una voluntad firme; tanto en los asuntos importantes como en los pequeños, tanto en lo bueno como en lo malo, se dejaba guiar por los demás, hacía caso de las influencias y sugerencias oscilantes de la Corte y se mostraba impetuoso e inconstante hasta el punto de no ser digno de confianza. Las iniciativas para las grandes hazañas, tan numerosas bajo su gobierno, no partieron de su persona, sino de los grandes hombres que tuvo a su servicio: Bardas y Focio.
| Predecesor: Teófilo | Emperador del Imperio bizantino 842-867 | Sucesor: Basilio I |